# ブルー・ケンタッキー・ガール (エミルー・ハリスのアルバム)
| 専門評論家によるレビュー | 専門評論家によるレビュー |
| レビュー・スコア         | レビュー・スコア         |
| 出典                     | 評価                     |
| ------------------------ | ------------------------ |
| オールミュージック       | [ 1 ]                    |
| ガーディアン             | [ 2 ]                    |

『ブルー・ケンタッキー・ガール』（Blue Kentucky Girl）は、1979年にリリースされたカントリー・アーティスト、エミルー・ハリスのアルバム。このアルバムではハリスの以前のリリースで見られたカントリーロック・サウンドよりも伝統的なカントリーをフィーチャーしている。ウィリー・ネルソンとグラム・パーソンズの楽曲が含まれている。ロドニー・クロウエルの「イーブン・カウガールズ・ゲット・ザ・ブルース」はドリー・パートン、リンダ・ロンシュタットとのハーモニーをフィーチャーしているが、このトラックはアルバム『トリオ』のための1978年の不運なレコーディング・セッションの産物である（3人が実際にアルバムをリリースするには10年を要した）。
このアルバムは1980年グラミー賞で最優秀女性カントリー・ボーカル・パフォーマンス賞を受賞した。「ビニース・スティル・ウォーターズ」はハリスの4番目のナンバー1ヒットとなり、ドリフターズの1960年のヒット曲「ラストダンスは私に」のカバーとタイトルトラック（オリジナルははロレッタ・リンが録音）が米国カントリーチャートのトップ10ヒットとなった。
2006年、アルバムはカントリー・ミュージック・テレビジョンのカントリーミュージックの40の最高のアルバムで20位にランクされた。

## トラックリスト
| #   | タイトル | 作詞・作曲                                 | 時間 |
| --- | --- | ------------------------------------------ | ---- |
| 1.  | 「シスターズ・カミング・ホーム - Sister's Coming Home」(タニヤ・タッカーと)                                             | ウィリー・ネルソン                         | 2:52 |
| 2.  | 「ビニース・スティル・ウォーターズ - Beneath Still Waters」                                                             | ダラス・フレイジャー                       | 3:41 |
| 3.  | 「ラフ・アンド・ロッキー - Rough and Rocky」                                                                            | レスター・フラット、アール・スクラッグス   | 3:50 |
| 4.  | 「ヒッコリー・ウィンド - Hickory Wind」                                                                                 | グラム・パーソンズ、ボブ・ブキャナン       | 4:01 |
| 5.  | 「ラストダンスは私に - Save the last Dance for Me」                                                                     | ドク・ポーマス、モート・シューマン         | 3:30 |
| 6.  | 「ソロー・イン・ザ・ウィンド - Sorrow in the Wind」(シャロン＆シェリー・ホワイトと)                                     | ジーン・リッチー                           | 3:28 |
| 7.  | 「ゼイル・ネヴァー・テイク・ヒズ・ラヴ・フロム・ミー - They'll Never Take His Love From Me」                            | レオン・パイン                             | 2:34 |
| 8.  | 「エヴリタイム・ユー・リーヴ - Everytime You Leave」                                                                    | チャーリー・ルーヴィン、アイラ・ルーヴィン | 2:58 |
| 9.  | 「ブルー・ケンタッキー・ガール - Blue Kentucky Girl」(ドン・エヴァリーと)                                               | ジョニー・マリンズ                         | 3:17 |
| 10. | 「イーヴン・カウガール・ゲット・ザ・ブルース - Even Cowgirls Get the Blues」                                            | ロドニー・クロウエル                       | 3:56 |
| 11. | 「チーティン’・イズ - Cheatin' Is」(グレン・キャンベルと、2004年CDのボーナストラック)                                   | レイフ・ヴァン・ホイ                       | 2:28 |
| 12. | 「アイ・ノウ・アン・エンディング・ウェン・イット・カムズ - I Know an Ending When It Comes」(2004年CDのボーナストラック) | ハンク・コクラン                           | 2:52 |

## パーソネル
- ブライアン・エイハーン – アコースティックギター、ナッシュビルチューニングギター、ベース、パーカッション、6弦バンジョー
- デューク・バードウェル – ベース
- マイク・ボーデン – ベース
- トニー・ブラウン – ピアノ
- ジェームズ・バートン – エレキギター
- ロドニー・クロウエル – アコースティックギター、ナッシュビルチューニングギター
- リンカーン・デイビス・ジュニア – アコーディオン
- ハンク・デヴィート –　ペダルスチール
- ドン・エヴァリー – デュエット・ボーカル
- エモリー・ゴーディ・ジュニア – ベース
- グレン・ハーディン – ピアノ、弦楽編曲
- エミルー・ハリス –　ボーカル、アコースティックギター、エレキギター
- ベン・キース – ペダルスチール
- アルバート・リー – アコースティックギター、エレキギター、マンドリン
- ドリー・パートン – バッキングボーカル
- ビル・ペイン – ピアノ
- ミッキー・ラファエル – ハーモニカ
- リンダ・ロンシュタット – バッキングボーカル
- リッキー・スキャッグス – フィドル、5弦フィドル、マンドリン、バッキングボーカル
- フェイソー・スターリング – バッキングボーカル
- タニヤ・タッカー – デュエットボーカル
- ロン・タット – ドラムス
- ジョン・ウェア – ドラムス
- シェリル・ホワイト – デュエット・ヴォーカル、バッキング・ヴォーカル
- シャロン・ホワイト - デュエットボーカル、バッキングボーカル

技術
- ブライアン・エイハーン – プロデューサー、エンジニア
- ドニヴァン・コウォート – エンジニア
- ブラッドリー・ハートマン  エンジニア
- スチュアート・テイラー – エンジニア